# Vilamòs
Vilamòs là một đô thị trong tỉnh Lérida, cộng đồng tự trị Cataluña Tây Ban Nha. Đô thị Vilamòs có diện tích là 15,39 ki-lô-mét vuông, dân số năm 2009 là 202 người với mật độ 13,13 người/km². Đô thị Vilamòs có cự ly km so với tỉnh lỵ Lérida.